# Palloria
Palloria é um gênero de mariposa pertencente à família Crambidae.